# Cosmin Hristu
Cosmin Hristu (n. 30 august 1981) este un politician român, ales în 2024 deputat din partea partidului i Alianța pentru Unirea Românilor (AUR). 

## Carieră politică (2024–prezent)
La alegerile parlamentare din 2024 pe 6 decembrie, Hristu a fost ales deputat în circumscripția nr. 14 Constanța, din partea partidului Alianța pentru Unirea Românilor (AUR), preluând mandatul la 21 decembrie. În prezent este secretar al grupului parlamentar AUR și membru al Comisiei pentru transporturi și infrastructură din Camera Deputaților. 